# 海林林业局
海林林业局，又称海林重点国有林管理局，是一个位于中华人民共和国黑龙江省牡丹江市海林市的类似乡级单位，亦是中国龙江森林工业集团（黑龙江省森林工业总局）所属的一个林业局，分属牡丹江林业管理局。
海林林业局始建于1958年，位于长白山脉张广才岭东坡，施业区总面积156621公顷，森林覆被率92%，人口3.1万人。

## 行政区划
海林林业局下辖以下单位：
北山社区、林苑社区、兴林社区、三十五林场、三部落林场、夹皮沟林场、五十八林场、二十二林场、大石沟林场、横道林场、治山林场、道林林场、青岭子林场、山市林场、奋斗林场、密江林场和石河林场。